# Abaí

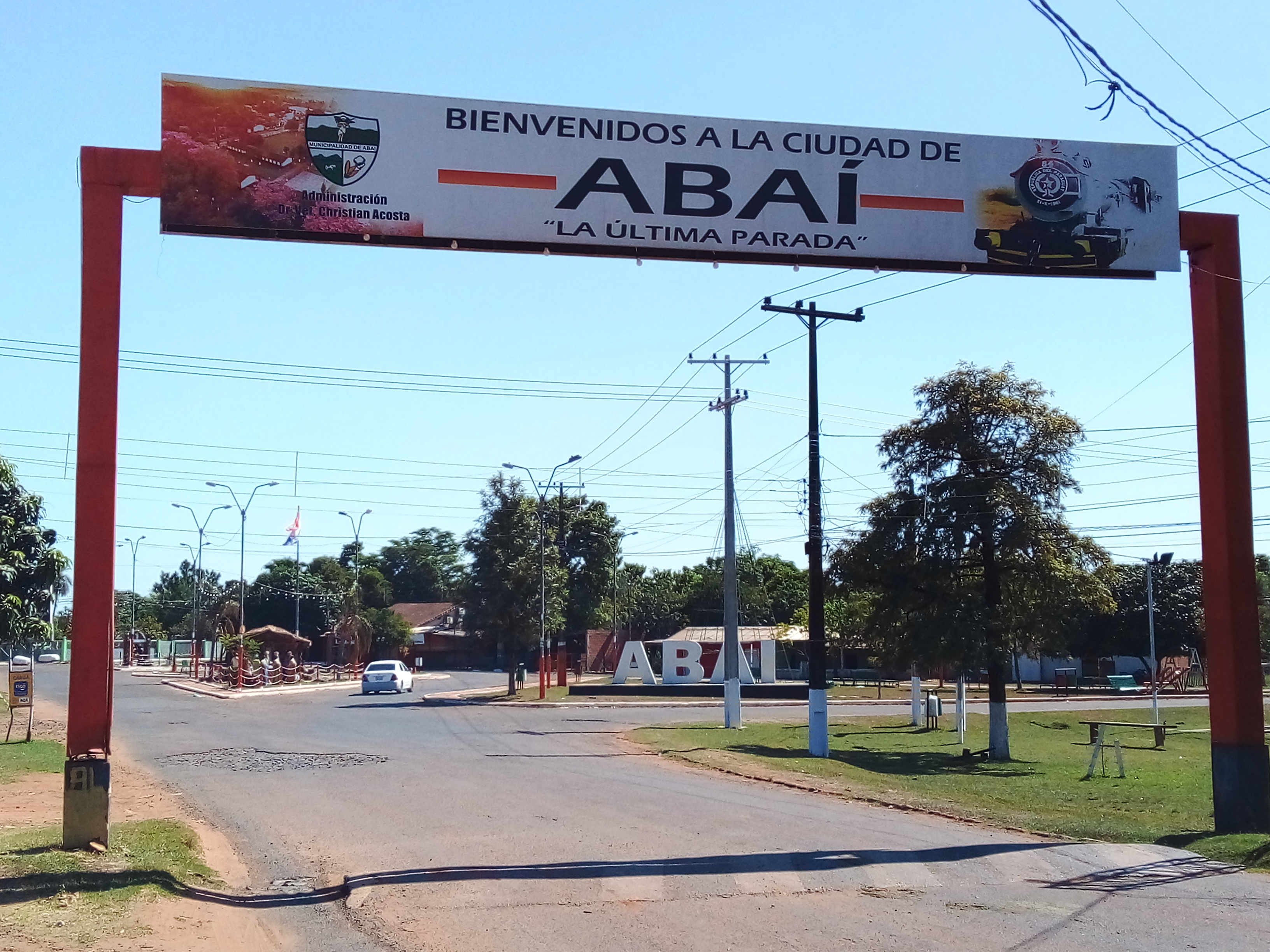
Acceso a Abaí.

Abaí (en guaraní: Ava'i) es un municipio y ciudad de Paraguay, situada en la zona nororiental del Departamento de Caazapá. Se encuentra localizada a 258 km de la ciudad de Asunción. Fue creada como una pequeña localidad a principios del siglo XX. El 4 de octubre de 1960 fue declarada como municipio, desafectándose del municipio de San Juan Nepomuceno. Se divide en dos zonas bien diferenciables, la zona baja en la cual se encuentran la mayoría de las compañías y la zona alta en donde se encuentra la compañía más conocida como " Tupã Renda", mayor productor distrital. Entre las compañías de este distrito podemos citar: Santa Catalina, San Sebastián (Centro), San Valentín, Borda Guasú, San Miguel, Santa Rosa, San Agustín - Arroyo Morotî, Piray, Torín San Antonio y San Pablo, San Lorenzo (Chaquira), Santa Cruz, Kapi'itindy, Oro Ku'i 1 y 2, Tuna, Tarumá, Aratiku,Tupã Renda, kilómetro 10 (San Blas), kilómetro 7, km 18 Maria Auxiliadora, Gasparkue, Emilianore, Francisco Pablo (B° Fonavi), San Marcos, Espíritu Santo, Corazón de Jesús, San Francisco, Santa Teresa, Paulista, Cantina Cue, Nueva Esperanza. 

## Historia
Hasta el año 1988 en la ciudad funcionaba una Terminal del Ferrocarril, donde embarcaban frutos y maderas. Fue declarada distrito, separándose de San Juan Nepomuceno el 4 de octubre de 1960.

## Clima

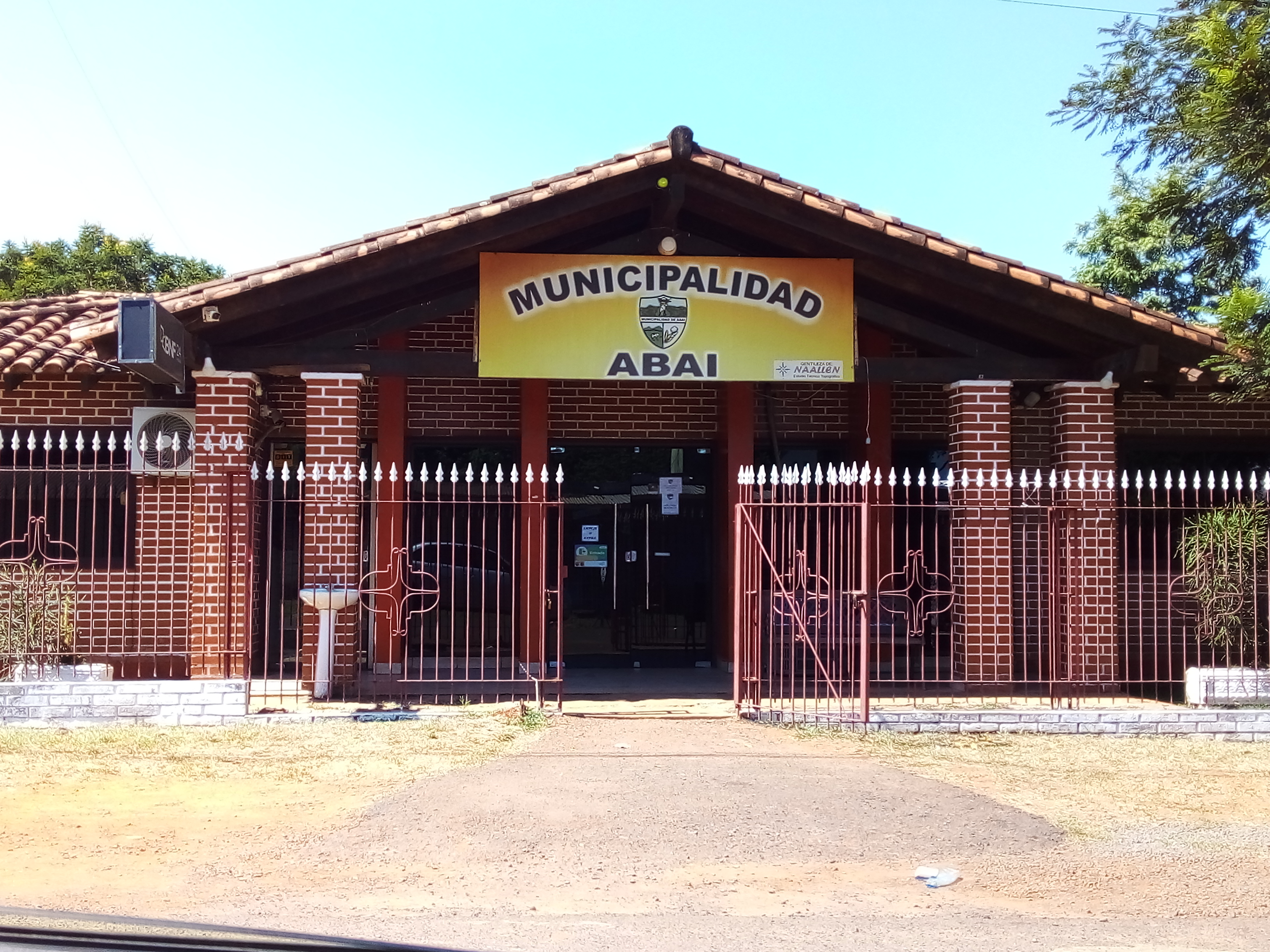
Municipalidad de Abaí.

La temperatura media es de 21 °C, la máxima en verano 37 °C y la mínima en invierno, 1 °C. Está situada en uno de los departamentos que registra mayor nivel de precipitaciones, por lo que la región es excelente para la explotación agropecuaria.

## Demografía
Abaí tiene un total de 21 964 habitantes, según datos provistos por el censo paraguayo de 2022.

## Economía
La principal actividad es la agricultura mecanizada, luego la ganadería y la actividad forestal.

## Cultura
La fiesta patronal se celebra el 20 de enero en honor a san Sebastián.